# Pont-de-Poitte
Pont-de-Poitte è un comune francese di 669 abitanti situato nel dipartimento del Giura nella regione della Borgogna-Franca Contea.

## Società

### Evoluzione demografica
Abitanti censiti